# Sztuka naiwna

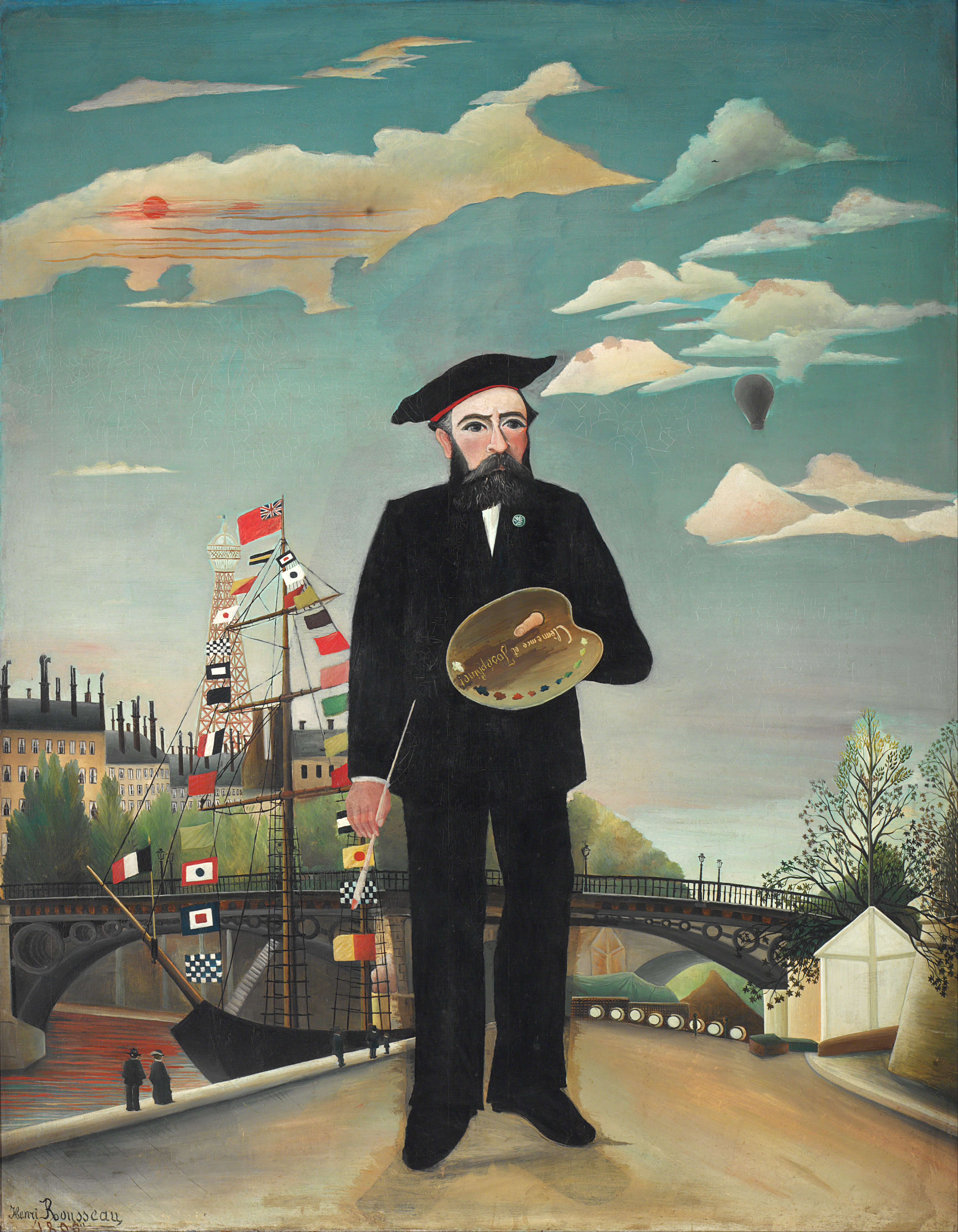
Henri Rousseau „Celnik”: Autoportret (1890).

Sztuka naiwna – określenie twórczości artystów nieprofesjonalnych. Obrazy „naiwne” charakteryzują się deformacją przestrzeni i perspektywy lub jej brakiem, skrajnie subiektywnym punktem widzenia, prostymi technikami oraz przywiązaniem do szczegółu, odwołaniami do świata magicznego i symbolicznego, lecz także do życia codziennego.

## Geneza i historia
Szczególne zainteresowanie cywilizacji świata Zachodu dla rodzimego malarstwa naiwnego zbiegło się z odkryciami antropologicznymi i fascynacją kulturami pochodzenia nieeuropejskiego. Kultury te wyrażały się w „prostej” sztuce, miały wiele cech wspólnych, mimo pochodzenia z odległych od siebie miejsc na kuli ziemskiej i wydawały się bardzo odległe od percepcji Europejczyka. Sztuka tych ludów nosi ogólną nazwę sztuki prymitywnej, w odróżnieniu od sztuki naiwnej z europejskiego kręgu kulturowego.
Pod koniec XIX wieku w rozumieniu sztuki nastąpił przełom. Polegał on na krytycznym przeszacowaniu schematów umysłowych i estetycznych narzuconych przez zachodni racjonalizm. Od dostrzeżenia sztuki ludów nieeuropejskich, dzieci, osób z zaburzeniami psychicznymi i amatorów, nastąpił krok następny – uznanie tego rodzaju sztuki za wartościową na równi z zawodową sztuką wykształconych artystów. Autorem terminu „sztuka naiwna” był krytyk sztuki Oto Bihalji-Merin.
W 1884 powstał Salon Artystów Niezależnych (Salon des indépendants). Wówczas było to opiniotwórcze serce Paryża, centrum sztuki światowej. W pierwszych latach istnienia promowano w nim sztukę prymitywną. Na początku XX wieku sztuka naiwna zdobywała coraz szersze uznanie nie tylko wśród artystów i teoretyków sztuki, ale i wśród szerokiej publiczności, cenili ją sobie także surrealiści.

## Przykłady sztuki naiwnej

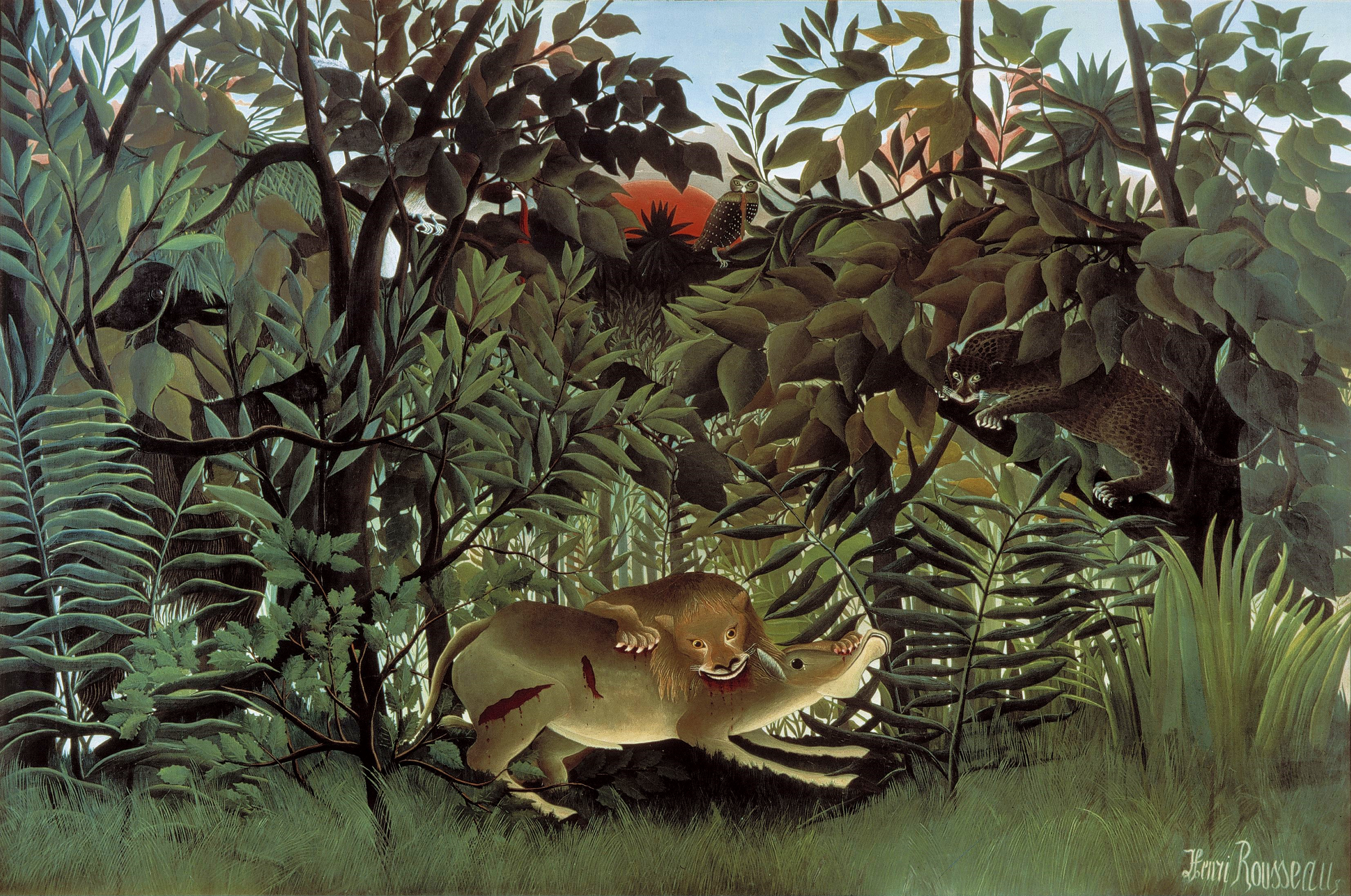
Henri Rousseau, Głodny lew (1905)

Pierwszym i największym malarzem naiwnym, który spotkał się ze światowym uznaniem, był Henri Rousseau „Celnik” (1844–1910), zwany tak od swojego zawodu. Obrazy Rousseau często przedstawiają dżunglę; są malowane z precyzją w prostym, lekko zgeometryzowanym stylu. Charakterystyczne dla twórczości Rousseau są żywe kolory.
Niemiecki pisarz Wilhelm Uhde, propagator malarstwa naiwnego, spopularyzował malarstwo Séraphine de Senlis (1864–1934), która była przez pewien czas jego gosposią. Jej obrazy przedstawiają głównie kwiaty ogrodowe, malowane z niezwykłą precyzją. Kształty układające się z maleńkich listków przypominają ludowe wzory roślinne.
Z podobną pieczołowitością pracował Louis Vivin (1861–1936), znany najlepiej ze swych „widokówek”, na których przy pomocy uproszczonych środków przedstawiał sceny podmiejskie i miejskie. Na obrazach Vivina nie ma głębi perspektywicznej ani cieniowania, są za to niezwykle żywe kolory i ostre kontrasty barw, przywodzące na myśl dziecięce obrazki pastelowe. Z późniejszego okresu popularności sztuki naiwnej można wymienić także André Bauchanta, René Rimberta, Dominique Peyronnet, Camille Bombois.
Najsłynniejszymi polskimi malarzami naiwnymi byli Nikifor Krynicki, Teofil Ociepka, Karol Kostur, do czołowych twórców tego nurtu zalicza się też Franciszka Janeczkę.